# Carales pastulata
Carales pastulata là một loài bướm đêm thuộc phân họ Arctiinae, họ Erebidae.